# Донжермен
Донжерме́н (фр. Domgermain) — коммуна во французском департаменте Мёрт и Мозель региона Лотарингия. Относится к кантону Туль-Сюд.

## География
Донжермен расположен в 60 км к юго-западу от Меца и в 27 км к западу от Нанси. Соседние коммуны: Шолуа-Менийо на севере, Туль и Доммартен-ле-Туль на северо-востоке, Шодне-сюр-Мозель на востоке, Бикеле и Жи на юго-востоке, Шарм-ла-Кот и Мон-ле-Виньобль на юге.
Коммуна находится на склоне Лотарингского плато, что объясняет большой перепад высот: от 250 до 340 м над уровнем моря.

## История
- В 1742 году Клод Франсуа основал здесь гончарное производство Буа-ле-Конт, позже перемещённое в Бельвю в Туле. Мастерская керамики была основана в 1756 или 1758 году его сыном Шарлем Ле Франсуа.

## Демография
Население коммуны на 2010 год составляло 1302 человека.
| 1962 | 1968 | 1975 | 1982 | 1990 | 1999 | 2010 |
| ---- | ---- | ---- | ---- | ---- | ---- | ---- |
| 794  | 756  | 735  | 912  | 1002 | 1083 | 1302 |

## Достопримечательности

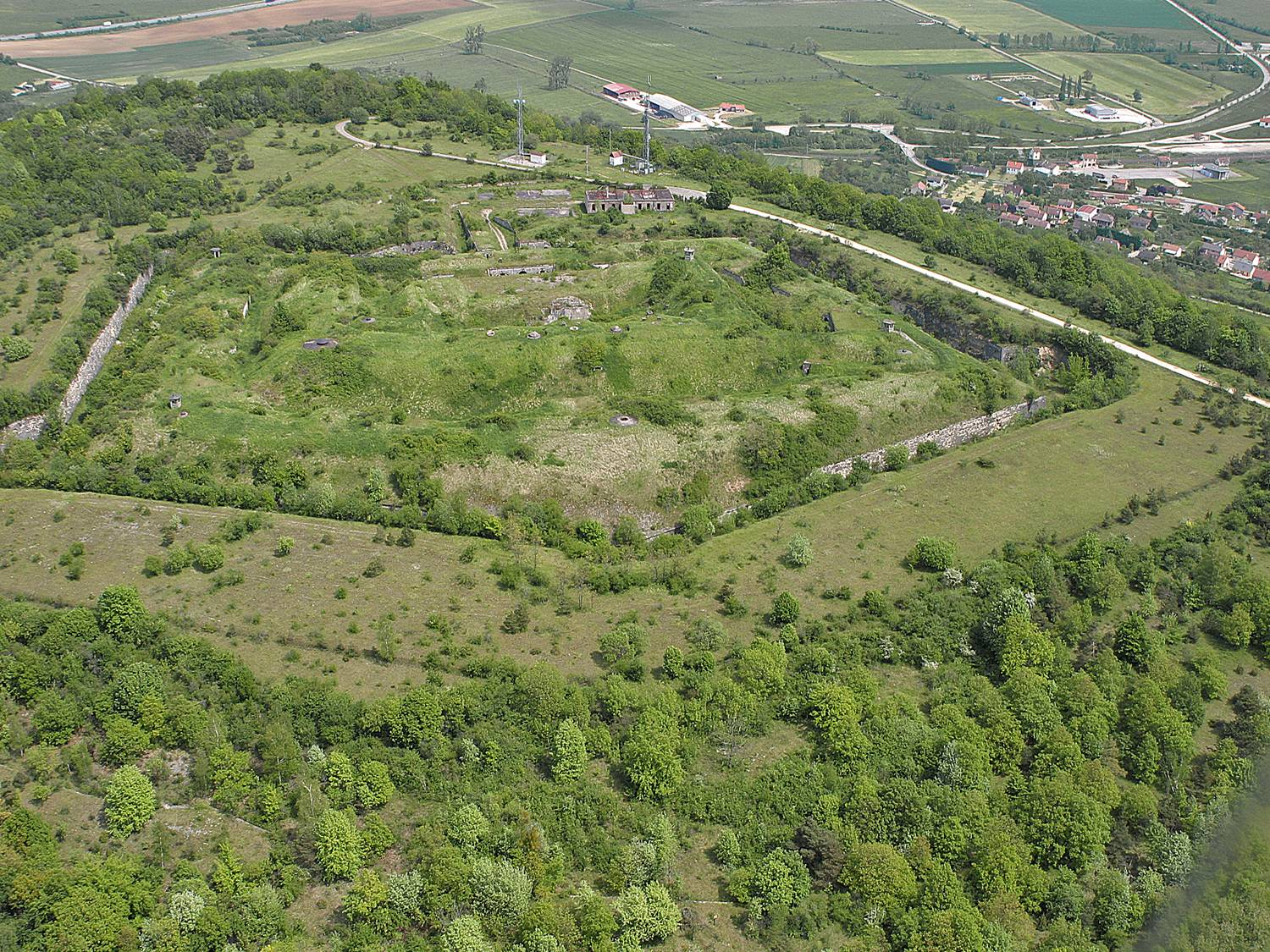
Форт-де-Донжермен.

- Форт Донжермен входил в систему обороны вокруг Туля, сооружён в 1874—1879 годах.
- Церковь Сен-Морис, построена в 1732—1734 годах. Картина лотарингского и французского художника Франсуа Сенемона «Вознесение Христа» украшает хоры церкви.
- Часовня Сен-Морис, XV века. До строительства новой церкви служила церковью средневековой коммуны.